# 松居松葉

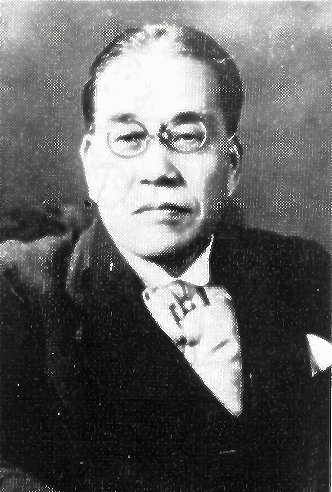
松居松葉

松居 松葉（まつい しょうよう、1870年3月19日（明治3年2月18日） - 1933年（昭和8年）7月14日）は、劇作家、演出家、小説家、翻訳家。別号に、松翁・駿河町人・大久保二八など。

## 生涯
父真房・母鶴子の長男として、陸前国塩釜（現・宮城県塩竈市）に生まれた。幼名は雄児、2歳のときに真玄（まさはる）と改めた。養子だった父は、1876年生家に戻り、真玄は親戚に預けられた。母は再婚した。
1877年（明治10年）（7歳）、宮城県師範学校付属小学校に入り、1880年、宮城尋常中学校に進んだが、経済的事情から1883年中退して、丁稚奉公に出た。
1887年（17歳）上京して専修学校に、次いで国民英学会に学び、1889年卒業した。この頃から歌舞伎に通った。文学を志し坪内逍遙に師事し、1891年の『早稲田文学』創刊から編集に就いた。
1894年（明治27年）、初めての脚本『昇旭朝鮮太平記』を読売新聞に発表し、1895年中央新聞、1896年報知新聞、1897年万朝報の記者として劇評を書いた。1899年、初代市川左団次のために『悪源太』を書き、それが明治座で上演された。この上演が座付きでない文士の作品を歌舞伎が取り上げた最初だった。続いて、『源三位頼政』『後藤又兵衛』『敵国降伏』も上演された。
1904年（明治37年）に左團次が没すると、その長男で二代目市川莚升の売り出しに尽力し、明治座の相談役となるが辞職する。1906年にかけて『粗忽の使者』、『江戸気性』を書き、ユーゴーの『エルナニ』を翻案して与えたほか、新派の伊井蓉峰や高田実にも脚本を書いた。
1906年、ヨーロッパへ演劇研究に渡り、翌年、二代目左団次襲名後の莚升を呼んで英・仏・独の演劇を学ばせた。そして1908年、書き下ろしの『袈裟と盛遠』ほかを上演させたが、興行的には失敗し、東京を去った。
1909年（明治42年）、三越の嘱託になって『三越タイムス』を編集し、また、発足した坪内逍遙・島村抱月の文芸協会演劇研究所に招かれて講師を勤めた。1911年、新開場の帝国劇場の演劇主任を引き受けたが三越側の苦情でやめ、1913年、抱月脱退後の文芸協会を指導したものの間もなく解散となり、次いで河合武雄と『公衆劇団』を組織した。
1918年（大正7年）、三越を退き松竹の文芸顧問となって台本を書き舞台を監督をした。1919年、欧米の劇団を視察。帰国後、暫く休養した。1922年、演劇活動を再開し、また、1927年、電気療法を会得して診療し、1929年には合気道の免許を受け、1930年からはフロイトを研究し、1933年からはギリシャ語を修めてエディプス王を翻訳し上演した。
1933年夏、糖尿病を悪化させ、リンパ腺炎に尿毒症を併発して没した。63歳。戒名は無名院松翁高風大居士。墓碑は、春性院谷中墓地。乙11号14側通路前にある。

### 家族
妻・勝（1951年没）、長男・主税（1938年没）、三男・桃多郎（1994年没）

## 業績
昭和初期に、松葉の作品が上演されない月はないというほどの速筆多作であった。自身は最書いた脚本は140余り、上演されたものは90余りと語ったという。

### 台本の初演の記録（抄）
翻訳は原作者名：『外題』、主演者、劇場（上演年月）、[備考]　の順に記す。
- 『昇旭朝鮮太平記』、福井茂兵衛、大阪（1894）
- 『悪源太』、初代市川左団次、明治座（1899.1）
- 『源三位頼政』、初代左団次、（1901.1）
- 『山賊芸者』、伊井蓉峰・河合武雄ら、真砂座（1902.1）
- 『後藤又兵衛』、初代左団次、明治座（1904.1）
- 『敵国降伏』、初代左団次、 明治座（1904.5）[ 日露戦争開戦]
- 『粗忽の使者』、二代目市川左団次、明治座（1904.9）[初代左団次没後]
- 『江戸気性』、二代目左団次、明治座（1904.9）
- ダンテ：『フランチェスカの悲哀』、高田実ら、本郷座（1904.9）
- ウィリアム・ル・キュー（William Le Queux）：『虚無党奇談』、伊井蓉峰・河合武雄ら、真砂座（1904.9）
- ユーゴー：『エルナニ』、二代目左団次、明治座（1905.1）
- 『袈裟と盛遠』、二代目左団次、明治座（1908.1）
- ホール・ケン（Hall Caine）：『ボンドマン』（Bondman）、川上音二郎、本郷座（1909.1）
- 『見合い』、高田実・河合武雄ら、本郷座（1909.4）
- オーガスタ・グレゴリー：『噂のひろまり』（The spreading the news）、文芸協会生、文芸協会演劇研究所（1910.1）
- T.W. Roeston：『デヴィッド・ガーリック』（David Garrick）、文芸協会生、文芸協会演劇研究所（1910.3）
- 『女』、河合・伊井・藤沢浅二郎ら、本郷座（1910.7）
- 原作者不詳：『孤島の兄弟』、文芸協会生、文芸協会演劇研究所（1910.7）
- 『最愛の妻』、河合武雄、新富座（1911.7）
- 小デュマ：『椿姫』、河合・伊井・藤沢ら、帝国劇場（1911.4）
- 原作者不詳：『結婚反対倶楽部』（Me a man）、帝劇女優ら、帝国劇場（1911.1）
- 『胡蝶の舞』、柴田環ら、帝国劇場（1911.1）
- 『邯鄲城』（翻案）、高田・河合ら、本郷座（1911.1）
- 『女優募集』（翻案）、帝劇女優ら、帝国劇場（1911.1）
- 『陽気な女房』（翻案）、帝劇女優ら、帝国劇場（1912.2）
- 『釈迦』（翻案）、浅野太郎、帝国劇場（1912.6）
- 『貞操』（ローベルト・ブラッコ（Roberto Bracco）	のファンタズム（phantasms）の 翻案）、帝劇女優ら、帝国劇場（1912.9）
- 『願の石』（翻案）、伊井蓉峰ら、明治座（1912.1）
- バーナード・ショー：『二十世紀』（You never can tell）、文芸協会生、帝国劇場（1912.1）
- フェルスター：『思ひ出』、文芸協会生、有楽座（1913.2）
- サルドゥー：『トスカ』、川上貞奴・松本幸四郎、帝国劇場（1913.6）
- 『マクベスの稽古』、河合武雄ら公衆劇団、帝国劇場（1913.1）
- ロビンソン（Lennox Robinson）：『茶を作る家』、河合武雄・小織桂一郎ら公衆劇団、帝国劇場（1913.1）
- ホフマンスタール：『エレクトラ』、河合武雄・小織桂一郎ら公衆劇団、帝国劇場（1913.1）
- 『富士の麓』、河合武雄・小織桂一郎ら公衆劇団、本郷座（1914.4）
- 『暮の廿一日』、河合武雄・小織桂一郎ら公衆劇団、本郷座（1914.4）
- 『混戦』、帝劇女優ら、帝国劇場（1914.8）
- 『敵軍来たれり』、伊井・河合ら、、（1914.9）[ 第一次世界大戦期]
- 『英雄と美人』、川上貞奴・松本幸四郎、帝国劇場（1914.1）
- 『秀吉と淀君』、東儀鉄笛・河村菊江、帝国劇場（1914.1）
- 『稚児姿一休禅師』、伊井・河合・小織、新富座（1915.9）
- 『軍神』、尾上菊五郎・中村吉右衛門・川上貞奴、市村座（1915.9）
- 『灯篭大臣』、松本幸四郎・森律子、帝国劇場（1915.9）
- 『飛行芸妓』、初代沢村宗之助・初瀬浪子、帝国劇場（1916.2）
- 『医師の母』、帝劇女優ら、帝国劇場（1916.5）
- 『他人の子』、帝劇女優ら、帝国劇場（1917.2）
- 『寝台列車』、沢田正二郎・倉橋仙太郎、新富座（1917.4）
- 『散楓恋血祭』、市川猿之助、新富座（1917.9）
- 『三組盃』、伊井・河合・喜多村緑郎、新富座（1917.9）
- ヴェルディ：『アイーダ』、貞奴・河合・伊井、新富座（1917.1）
- 『信夫里仏師物語』、沢村宗之助、帝国劇場（1918.5）
- 『白耳義の悲哀』、舞台協会、有楽座（1918.5）
- 『結婚の前』、帝劇女優ら、帝国劇場（1918.7）
- 『増補兜軍記』、二代目左団次・三代目中村雀右衛門、明治座（1918.9）
- 『神主の娘』、河合・松井須磨子、歌舞伎座（1918.9）
- 『淀君』、五代目中村歌右衛門・二代目左団次、歌舞伎座（1918.11）
- 『坂東武者』、二代目市川猿之助、明治座（1918.11）
- 『妖霊星』、主演者不詳 、明治座（1918.11）
- 『太閤記朝鮮巻』、市川中車、帝国劇場（1918.12）
- 『烈女初子』、歌右衛門、歌舞伎座（1919.1）
- 『羅馬の使者』、二代目左団次、明治座（1919.3）
- 『堀川夜討』、文芸座、帝国劇場（1919.1）
- 『護国女太平記』、歌右衛門、歌舞伎座（1920.1）
- 『春の村』、 喜多村緑郎、新富座（1920.1）
- 『雪のふる夜』、猿之助、明治座（1921.3）
- 『明治第一年』、歌右衛門・二代目左団次、歌舞伎座（1921.4）
- 『養蚕の家』、歌右衛門・吉右衛門、新富座（1921.7）
- 『雷鳴』、猿之助・坂東秀調、歌舞伎座（1921.8）
- 『織田信長』、二代目左団次・三代目阪東寿三郎、知恩院（1922.1）[野外劇]
- 『清洲城』、歌右衛門、新富座（1923.1）
- 『薩摩の淀君』、歌右衛門、本郷座（1923.3）
- 『人形師』、片岡仁左衛門、明治座（1923.4）
- 『聖母』、歌右衛門、明治座（1923.5）
- 『家康の母』、歌右衛門、新富座（1923.6）
- 『淀君と五右衛門』、帝劇女優ら、帝国劇場（1923.7）
- 『卑怯者』、猿之助、本郷座（1924.4）
- 『政子と頼朝』、猿之助、本郷座（1924.6）
- 『弱虫』、猿之助・四代目片岡市蔵、日本橋劇場（1924.7）
- 『文覚』、二代目左団次、松竹座、（1924.7）
- 『開国秘話』、市川筵升・中村芝鶴、松竹座（1924.7）
- 『吉田松陰』、沢田正二郎、演技座（1924.7）
- 『義経と伊勢三郎』、「中村扇雀・板東寿三郎、浪花座（1924.8）
- 『美代吉殺し』、喜多村緑郎・片岡我当、中座（1924.9）
- 『花留明』、花柳章太郎・梅島昇、角座（1924.1）
- 『大磯・小磯』、猿之助・秀調、邦楽座（1924.1）
- 『応挙と芦雪』、松本幸四郎、邦楽座（1924.1）
- 『朝日丸』、河合武雄、本郷座（1925.1）
- 『ユウデット』、河合・英太郎、邦楽座、（1925.2）
- 『パリアッチ』、十三代目守田勘弥、帝国劇場（1925.2）
- 『乃木将軍』、幸四郎、歌舞伎座（1925.1）
- 『坂崎出羽守』、阪東寿三郎、角座（1926.1）
- 『老松若松』、六代目尾上梅幸、帝国劇場（1926.1）
- 『山吹の里』、二代目実川延若・秀調、中座（1926.3）
- 『淀君と小田原陣』、歌右衛門、歌舞伎座（1926.4）
- 『楠木正成』、二代目左団次、歌舞伎座（1926.5）
- 『明治の曙』、幸四郎、帝国劇場（1926.7）
- 『和田の酒盛』、幸四郎、帝国劇場（1926.7）
- 『楓橋雪夜譚』、市村羽左衛門、歌舞伎座（1926.7）
- 『和宮樣御使』、梅幸・幸四郎・河合、帝国劇場（1926.1）
- 『女楠』、歌右衛門、歌舞伎座（1926.1）
- 『法場換子』（とりかえご）、守田勘弥、帝国劇場（1926.1）
- 『養蚕の家』、花柳章太郎ら、角座（1927.1）
- 『児島高徳』、二代目左団次、歌舞伎座（1927.2）
- 『源平盛衰記』、歌右衛門・中車、歌舞伎座（1927.4）
- 『前々太平記』、六代目市川団之助・五代目高助、帝国劇場（1927.4）
- 『参照四谷五更話』、六代目市川寿美蔵、帝国劇場（1927.8）
- 『増補太平記』、東京俳優協会、歌舞伎座（1927.1）
- 『和泉式部』、歌右衛門、歌舞伎座（1928.1）
- 『又五郎兄弟』、羽左衛門・菊五郎、歌舞伎座（1928.3）
- 『春霞旅行橘』、菊五郎・羽左衛門、歌舞伎座（1928.3）
- 『平清盛』、市川中車、歌舞伎座（1928.5）
- 『上野戦争』、仁左衛門・菊五郎、歌舞伎座（1928.6）
- 『六韜三略恋兵法』、市川寿美蔵、帝国劇場（1928.7）
- 『義経記』、寿美蔵・秀調、明治座（1928.8）
- 『おまん源五兵衛』、守田勘弥、帝国劇場（1928.9）
- 『人情深川祭』、仁左衛門・菊五郎、新橋演舞場（1928.1）
- 『命髪切り』、羽左衛門・菊五郎、歌舞伎座（1928.1）
- 『夢相兵衛胡蝶譚』、守田勘弥、帝国劇場（1928.1）
- 『尾形光琳』、中村福助・片岡我当、中座（1929.1）
- 『泡』、主演者不詳、市村座（1929.1）
- 『遠山の金ちゃんと鼠小僧』、水谷八重子・梅島昇、市村座（1929.2）
- 『台湾神社』、二代目左団次・猿之助、歌舞伎座（1929.3）
- 『討てば討たるる』、幸四郎、帝国劇場（1929.7）
- 『秀吉と淀君』、伊井、喜多村、河合ら、明治座（1929.8）
- 『緊縮』、帝劇女優ら、帝国劇場（1929.9）
- 『新宿行進曲』、吉右衛門、歌舞伎座（1929.9）
- 『高野長英』、菊五郎、新橋演舞場（1929.1）
- 『恋愛競争』、八重子・二代目市川小太夫、新橋演舞場（1929.1）
- 『吹雪の夜』、井上正夫、南座（1930.4）
- 『旅順包囲録』、二代目左団次・守田勘弥、歌舞伎座（1930.6）
- 『玉藻前』、中村魁車・寿三郎、中座（1930.1）
- 『日蓮上人』、幸四郎、歌舞伎座（1931.3）
- 『ある陪審裁判』、河合・喜多村、帝国劇場（1931.4）
- 『山田長政』、片岡我当、帝国劇場（1931.5）
- 『治承の秋』、菊五郎、歌舞伎座（1931.6）
- 『江戸から東京』、菊五郎・幸四郎、東京劇場（1931.1）
- 『紅葉散故郷の唄』、羽左衛門、歌舞伎座（1931.1）
- 『満州事変』、猿之助・沢村訥子、東京劇場（1931.1）[満州事変期]
- 『肉弾三勇士』、菊五郎・羽左衛門、歌舞伎座（1932.3）[ 第一次上海事変期]
- 『上海の殊勲者』、新派合同、明治座（1932.3）
- 『大場鎮総攻撃』猿之助、東京劇場（1932.3）
- 『エディプス王』、フロイト祝祭劇、朝日講堂（1933.4）
- 『岩倉具視』、二代目左団次、歌舞伎座（1933.5）

### 主な著書
- 戸川残花（戸川安宅）・松居松葉編『武談　元気振興』、好明館、東京市、1894年（明治26年）。国立国会図書館近代デジタルライブラリーに収録。
- 『寿王冠者』、春陽堂（1896.8）
- 『亡国星』、春陽堂（1900.9）
- 『金剛武者』、青木嵩山堂（1900.11）
- 『紫美人』（探偵小説）、金槙堂（1901.1）
- 『女豪傑』、青木嵩山堂（1901.9）
- 『自転車全書』、内外出版社（1902.7）
- 『女の義理』、青木嵩山堂（1902.11）
- 『滑稽小説一夜画工』、青木嵩山堂（1903.7）
- 『玄雪姫』、青木嵩山堂（1903）
- 『団洲百話』、金港堂（1903.11）[九代目市川団十郎談話集]
- 『朧朦妖奇』『無名城』、青木嵩山堂（1904）
- 『松葉脚本集』（神主の娘・暮の二十一日・茶を作る家・雪のふる夜）、池田夏江（1915）
- 『松葉傑作集』（灯篭大臣・光悦の母・夏のはじめ・鰹船・堀河夜討・結婚反対倶楽部）、南人社（1918）
- 『悪人手形帳』、玄文社（1919）
- 『乃木将軍』、春陽堂（1925）
- 『劇壇今昔 正続』、中央美術社（1926）
- 『松翁戯曲集 第1-2巻』（阪崎出羽守・老松若松・堀川夜討・応挙と芦雪・江藤新平・茶を作る家）、春陽堂（1926-1927）
- 『楠木正成』、歌舞伎出版部（1928）
- 『高野長英』（戯曲集）、新潮社（1929）

没後
- 『悪源太』『袈裟と盛遠』、筑摩書房 明治文学全集85 松居松葉篇（1966）

### 主な訳書
- セルバンテス：『鈍機翁冒険譚』（ドン・キホーテ）、博文館 世界文庫（1893）
- モリエール：『当世女学者』、右文社（1894）
- 西洋手相判断 大学館、（1903）
- ウイリアム・ル・クユー：『虚無党奇談』、警醒社、（1904.）
- スウザアス：『市営と私営』、日高有倫堂、（1909.）
- アリス・ライス（Alice Hegan Rice）：『楽天小屋』、博文館、（1910）
- バーナード・ショー：『二十世紀』、春陽堂、（1912）
- ホフマンスタール：『エレクトラ 鈴木書店（1913
- フェルスター『思ひ出』（アルト・ハイデルベルヒ）、近代文芸社（1913）
- 『鈍機翁冒険譚 上下』・『二十世紀』、大空社 明治翻訳文学全集 翻訳家編 1 松居松葉集（2003.3）ISBN 4283002011